# Spomenik Martinu Kukučínu
Spomenik Martinu Kukučínu je brončani kip slovačkog pisca i dramaturga Martina Kukučína. Izradio ga je hrvatski kipar Ivan Meštrović, odnosno dvije kopije. Prva se nalazi u slovačkoj prijestolnici Bratislavi a druga pokraj knjižnice američkog sveučilišta Oregon State University gdje je postavljena 1977. godine. Sam spomenik prikazuje Kukučína kako prekriženih nogu čita otvorenu knjigu.
Dimenzije ovog brončanog kipa su 2 m x 0,91 m x 1,6 m te se nalazi na betonskoj podlozi. Sama instalacija uključuje ploču s natpisom o informacijama o Kukučínu i Meštroviću.

## Vidjeti također
- Ivan Meštrović